# Herbert Nierhaus
Herbert Nierhaus (* 26. Januar 1929 in Duisburg; † 3. August 2006 in Hamburg) war ein deutscher Gewerkschafter, Bildungspolitiker (SPD) und Mitglied im DAG-Bundesvorstand.

## Leben
Herbert Nierhaus studierte nach seinem Abitur 1949 in Münster, Amsterdam, London und Köln und wurde 1957 mit der Schrift Studien zur Komposition der Eichendorffschen Romane zum Dr. phil. promoviert. Ab 1954 war er zeitweise als Journalist beim Nordwestdeutschen Rundfunk (NWDR) in Köln und als Dozent beim Bildungswerk der Deutschen Angestellten-Gewerkschaft (DAG) tätig. Er wechselte 1960 zur Hauptabteilungsleitung Bildungswesen beim DAG-Bundesvorstand. Von 1964 bis 1991 war er Leiter des Ressorts Bildung, Mitglied des DAG-Bundesvorstands und Vorsitzender des DAG-Bildungswerkes sowie der Deutschen Angestellten-Akademie. 
Gewerkschaftliche Bildungspolitik vertrat er im Deutschen Bildungsrat, im Vorstand des RKW und in der Carl-Duisberg-Gesellschaft. Nierhaus initiierte den DAG-Fernsehpreis, der alljährlich Drehbuchautoren von Fernsehspielen, die zur politischen Bildung beitrugen, auszeichnete; er gehörte der Fernsehpreis-Jury bis 2006 als stellvertretender Vorsitzender an. Außerdem gehörte er dem Rundfunkrat des Norddeutschen Rundfunks sowie des Deutschlandfunks an. 
Er war ab 1948 Mitglied der SPD und gehörte von 1966 bis 1977 dem Beratenden Ausschuss für Berufsbildung beim Parteivorstand der SPD an. Von 1972 bis 1992 war er Mitglied im Hauptausschuss beim Bundesinstitut für Berufsbildung (BIBB) und von 1974 bis 1994 Mitglied und zeitweise Sprecher des Beirats für Fragen der Inneren Führung beim Bundesverteidigungsministerium. 
Auf internationalem Parkett war Nierhaus Vorstandsmitglied der Berufsinternationalen der Privatangestellten (FIET) in Genf sowie von 1978 bis 1994 Mitglied im Wirtschafts- und Sozialausschuss der Europäischen Gemeinschaft in Brüssel und gehörte der Deutsch-Israelischen Gesellschaft an.
Nierhaus war seit 1961 verheiratet und hatte zwei Söhne.

## Veröffentlichungen (Auswahl)
- Studien zur Komposition der Eichendorffschen Romane. Dissertation an der Universität Köln, Verlag Köln, Druck: Photostelle der Universität, 1957
- Bildungsurlaub. Schmidt Verlag, Berlin 1972, ISBN 978-3-5030088-1-0.
- Handbuch der Sekretärin. Ein modernes Sach- und Fachbuch. Verlag für Bürotechnik, Frankfurt am Main 1973
- Berufsbildung in den 80er Jahren. In: BWP „Weiterbildung für die 80er Jahre“, 9/1980
- Fernsehspiele – Politische Bildung für Millionen. Wissenschaftsverlag Spiess, Berlin 1985, ISBN 3-89166-015-4

## Ehrungen
- 1983: Bundesverdienstkreuz Erster Klasse[2]
- 1989: Großes Bundesverdienstkreuz[2]
- 1991: Großes Verdienstkreuz mit Stern[2]